# 4 Arietis
Désignations
4 Arietis est une étoile de la constellation du Bélier. 4 Arietis est sa désignation de Flamsteed. Elle est visible à l'œil nu comme une étoile pâle, de couleur bleu-blanc, avec une magnitude apparente de 5,86. L'étoile présente une parallaxe annuelle de 11,46 ± 0,15 mas mesurée par le satellite Gaia, ce qui équivaut à une distance de 83 ± 1 pc (∼271 al) de la Terre. Elle s'éloigne du Système solaire avec une vitesse radiale héliocentrique de +2 km/s.
4 Arietis est une étoile bleu-blanc de la séquence principale de type spectral B9,5V. Elle est estimée être âgée de 257 Ma et tourne sur elle-même à une vitesse de rotation projetée de 33 km/s. L'étoile a plus du double de la masse du Soleil et fait environ 2,2 fois le rayon du Soleil. Elle rayonne 40 fois la luminosité du Soleil et sa température effective est de 10 913 K.